# 1,3-丙二醇二甲醚
1,3-丙二醇二甲醚是一种有机化合物，化学式为C5H12O2，它是一种有机溶剂，可简写为DMP。它可由1,3-丙二醇、氢氧化钠和碘甲烷在四丁基溴化铵存在下反应制得。它和氯化镁在水热条件下反应，可以得到[Mg(DMP)2(H2O)][MgCl4]。